# Rufus Wainwright (álbum)
Rufus Wainwright es el álbum debut homónimo del compositor y cantante américo-canadiense Rufus Wainwright, publicado en Estados Unidos el 19 de mayo de 1998 a través de DreamWorks Records. La producción corrió a cargo de Jon Brion, a excepción de «In My Arms», producido y mezclado por Pierre Marchand, y «Millbrook» y «Baby», producidos por Brion y Van Dyke Parks. El productor ejecutivo del disco fue Lenny Waronker.
Wainwright firmó con DreamWorks en 1996 después de que Waronker escuchase una cinta demo que había grabado con Marchand. En el transcurso de dos años, Wainwright y Brion grabaron 56 canciones en 62 rollos de cinta con un coste superior a 700 000$, que después se redujeron a doce canciones para ser incluidos en su disco debut. De Rufus Wainwright no se extrajo ningún sencillo, a pesar de que Sophie Muller dirigió un vídeo musical de «April Fools», que muestra a Wainwright en Los Ángeles intentando prevenir la muerte de unas heroínas de ópera. Poco después de su publicación, Wainwright hizo una gira por Estados Unidos y Canadá.
En general, las reseñas del disco fueron positivas. A pesar de que no entró en las listas de venta de ningún país, Wainwright consiguió el puesto número 24 de la lista del Billboard Top Heatseekers (que se enfoca en ventas de artistas noveles) y Rolling Stone nombró a Wainwright mejor artista revelación de 1998. Rufus Wainwright también le supuso un reconocimiento de los Gay & Lesbian American Music Awards, los GLAAD Media Awards y un premio Juno. En Japón el disco incluyó la pista adicional «A Bit of You», que también aparece en la reedición en LP del disco en 2008 a través de Plain Recordings.

## Historia
Wainwright nació dentro del seno de una familia de músicos que incluye a sus padres Loudon Wainwright III y Kate McGarrigle y su hermana Martha Wainwright. Empezó a cantar en directo a comienzos de su adolescencia junto con la familia a lo largo de Canadá, Europa y Estados Unidos. A los catorce años, su canción «I'm a Runnin'», que compuso para la película canadiense de 1988 Tres amigos en una fantástica aventura, le supuso una nominación a un premio Genie por mejor canción original y una nominación a un premio Juno de 1990 por artista revelación del año.
Wainwright fue a la McGill University de Montreal por un corto espacio de tiempo para estudiar composición de música clásica. Gracias al apoyo de su madre, comenzó componiendo canciones pop y aprendió a tocar la guitarra. Wainwright comenzó a tocar en el club Sarajevo y finalmente grabó una demo junto al productor Pierre Marchand, amigo de la familia, quien ya había trabajado con Kate y Anna y que posteriormente grabó el segundo álbum de estudio de Wainwright Poses. Las canciones se grabaron en el estudio de Marchan, situado en Morin-Heights, Quebec, y no se editaron las versiones grabadas en directo. La cinta impresionó al padre de Wainwright, quien le pasó las canciones al productor Van Dyke Parks, que a su vez se las pasó al productor ejecutivo de DreamWorks Lenny Waronker. Waronker firmó a McGarrigle para Warner Bros. Records a finales de los años 70. Waronker describió su reacción inicial hacia la música de Wainwright de la siguiente manera: «Antes de comenzar a oír la cinta, pensé que si tenía la musicalidad y habilidades de su madre y la habilidad y voz de su padre, sería genial. Después lo puse y pensé: "Oh, Dios mío, esto es increíble"». Wainwright admitió que tener padres músicos le abrió puertas, pero atribuyó su éxito al trabajo duro.

## Desarrollo
Las canciones son muy exigentes a nivel musical y requieren de alguien que realmente sepa lo que hace ... Tiene mucha orquestación, mucha producción, es muy grande. Al principio estaba preocupado, pero ahora estoy muy contento con el resultado. Es como quería que fuese.
Wainwright describiendo la colección de canciones grabadas con el producto Jon Brion entre 1996 y 1997.

Wainwright firmó con DreamWorks en 1996. Waronker emparejó al cantante y compositor con el productor Jon Brion y juntos pasaron gran parte de 1996 y 1997 grabando 56 canciones en 62 rollos de cinta. Los costes de estas grabaciones oscilaron entre los $700 000 y $1 000 000. Wainwright admitió que Brion y él pasaron el tiempo grabando en Los Ángeles y consideró que el largo tiempo fue una «bendición» y un «lujo», ya que «la mayoría de la gente tiene dos semanas para grabar su primer disco». Según Wainwright, a Waronker «no le importaba el tiempo que tardasen, con tal de que hiciesen un buen trabajo». Waronker quedó contento con el resultado final y entre Wainwright y él acordaron las doce pistas que finalmente formarían el disco.
Brion produjo todas las canciones del disco, a excepción de «In My Arms» producida y mezclada por Marchand, y «Millbrook» y «Baby» producidas por Brion y Van Dyke Parks. Waronker ejerció de productor ejecutivo. Rufus Wainwright se grabó en su mayoría en los estudios Ocean Way Three & Seven, Sunset Sound Factory, Sunset Sound, Media Vortex, Hook Studios, Groove Masters, Red Zone, Sony, The Palindrome Recorder y NRG Recording Services, todas de Los Ángeles, aunque algunas partes se hicieron en el estudio de Marchand Wild Sky de Morin-Heights, Quebec. Parks grabó sus partes de orquestación en Studio B de los estudios Capitol. Wainwright y Brion no siempre se llevaban bien, según explicó este último en una entrevista al The New York Times: «Rufus tenía todas estas preciosas canciones pero cada vez que empezábamos con las voces, se le ocurría alguna parte compleja de teclados por lo que ya no se oían. No estaba interesado en oír ideas para simplificar los arreglos». El dúo también contribuyó con las canciones «Le Roi D'Ys» y «Banks of the Wabash» (ambas versiones «contemporáneas») para la banda sonora de la película The Myth of Fingerprints de 1997. Brion más adelante llegó a decir que «Le Roi D'Ys», grabada en unas seis horas, le parecía una de las mejores canciones de Wainwright.
Rufus Wainwright se publicó el 19 de mayo de 1998, a través de DreamWorks. Después del lanzamiento, recibió generalmente buenas críticas y contribuyó a The McGarrigle Hour, álbum de 1998 de Kate & Anna McGarrigle con los miembros de la familia Loudon y Martha junto a las cantantes Emmylou Harris y Linda Ronstadt. En diciembre de 1998, Wainwright apareció en un anuncio de televisión de la marca de ropa Gap en la que cantaba la canción de Frank Loesser de 1947 «What Are You Doing New Year's Eve?». En 1999, fue uno de los artistas seleccionados para promocionar Best Buy como parte de una campaña para promocionar nuevos talentos. El disco se reeditó en formato LP en 2008 a través de Plain Recordings.

## Canciones

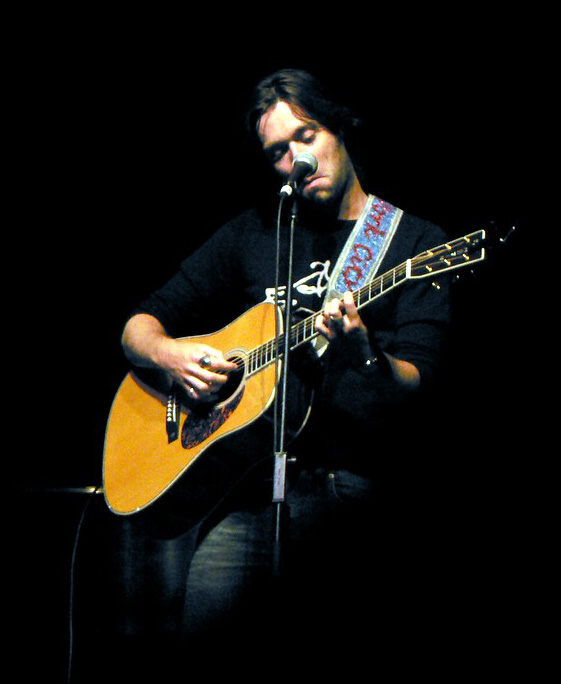
Rufus Wainwright en una actuación de 2005.

La canción «neo-operática» que abre el disco «Foolish Love», con arreglos de Van Dyke Parks, fue descrita por el periodista de Allmusic Matthew Greenwald como un «una balada exuberante, empapada en orquestación, con increíbles arreglos de cuerda». Afirmó que las letras de Wainwright toman forma de carta dedicada a sí mismo, donde define sus metas y «su razón de ser». La canción «Danny Boy», con su «fabuloso juego de palabras que se mantiene culta, pero al tiempo fácil de entender», contiene «sutiles» líneas de trompa y percusión sampleada. La canción habla de la homosexualidad de Wainwright, que Greenwald consideró «un acto de valentía». Según el biógrafo Kirk Lake, «Danny Boy» acompaña a la pieza «Foolish Love» y juntas representan el comienzo y fin de una relación entre un hombre gay y otro heterosexual. Danny, el hetero desconcertado por las drogas es la figura con quien Wainwright tuvo una relación de tres años, es el protagonista de ambas canciones y de otras del disco y, también, aparece en el material gráfico en forma de collage del disco. Wainwright canta sobre lo cegado que estaba de amor que ni siquiera nota «el barco de ocho velas» que viene por la esquina, en referencia al musical La ópera de los tres centavos, de Bertolt Brecht, de 1928.

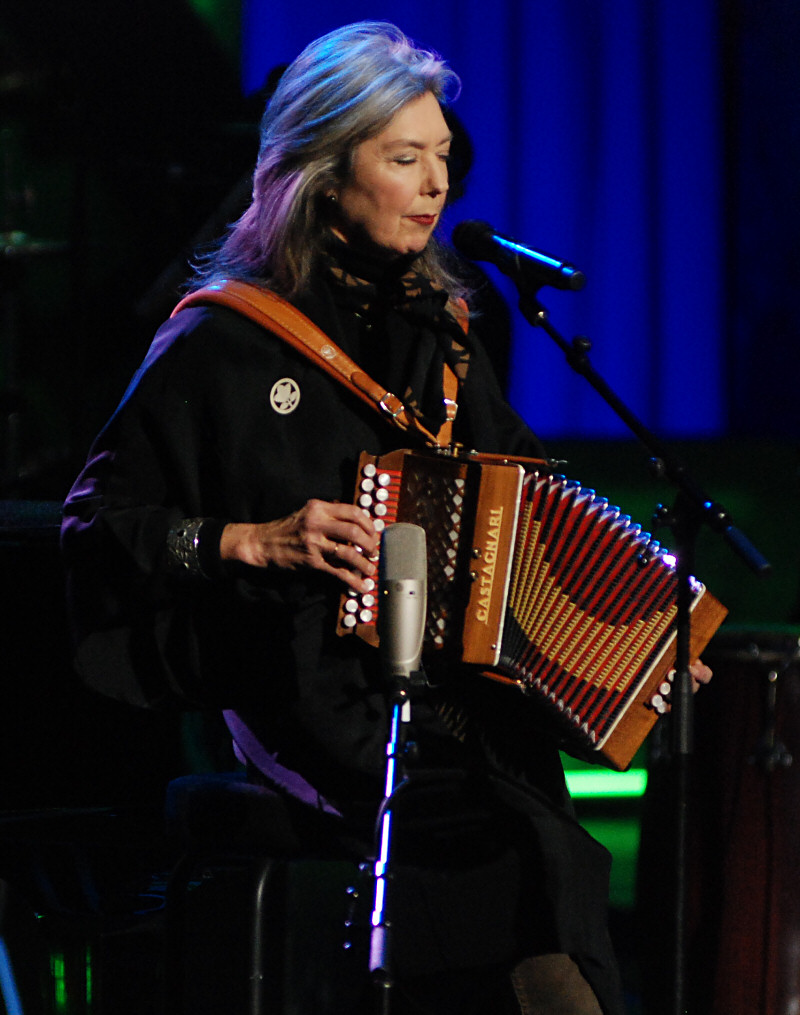
Kate McGarrigle, la madre de Wainwright y protagonista de la canción «Beauty Mark», fotografiada en 2008 durante una actuación.

El coro de «April Fools» comienza con «una actitud inusualmente optimista» y Greenwald dijo que la consideraba la canción más accesible del álbum. La canción resalta la actuación a la batería de Jim Keltner, además del piano de Wainwright. Guiada por la guitarra de Wainwright, «In My Arms» fue descrita por Greenwald como una «triste» balada influida por España que suena como si «pudiese haberse grabado en la Francia de los años 20». «Millbrook» es una oda a sus compañeros de internado. Wainwright dijo que estaba «triste y borracho» cuando grabó la última toma de la canción. «Baby», considerada una de las canciones más melancólicas del disco, contiene acordes de séptima mayor «extrañamente ubicados» y «ligeramente estrafalarios». Greenwald dijo que las letras son «un chorro de placer consciente, relacionando las confusas e intoxicantes emociones del amor de juventud».
«Beauty Mark» es una oda a la madre de Wainwright y el título hace referencia al lunar que posee encima del labio. Es de las pocas canciones con ritmo rápido del disco y contiene muchos  overdubs de teclados hechos por Brion. Chris Yurkiw de Montreal Mirror dijo que era la canción de amor más conmovedora del disco, que incluye una referencia abierta a su homosexualidad: «Quizás no sea tan varonil, pero sé que me quieres». La actuación de «Beauty Mark» aparece en el DVD All I Want de 2005. En «Barcelona», Wainwright recuerda una historia de amor que le ocurrió en dicha ciudad española. La canción está basada libremente en el SIDA y contiene la frase en italiano «Fuggi, regal fantasima», sacada de la ópera de Giuseppe Verdi Macbeth. Según Wainwright, la frase aparece en una escena donde «Macbeth se está volviendo loco y ve al fantasma, y en [su] cabeza ese fantasma era el SIDA». «Matinee Idol» habla del auge y caída de un artista, inspirada en la muerte del actor River Phoenix. Según Greenwald, la canción a nivel musical tiene «una sensación de cabaret musical de los años 20». «Damned Ladies» es una balada lenta sobre «las adoradas pero condenadas mujeres de la ópera». Wainwright dijo sobre «Damned Ladies», que contiene referencia a nueve heroínas de la ópera: «En la canción, me lamento de que estas mujeres siempre mueren de forma brutal, cosa que veo venir pero no puedo detener. Me emociona cada vez». Greenwald describió «Sally Ann» como la balada de amor de los años 20 sobre «amor perdido y arrepentimiento emocional». La melodía en «Imaginary Love», pista que cierra el disco, contiene acordes de sexta y séptima mayor.

## Promoción

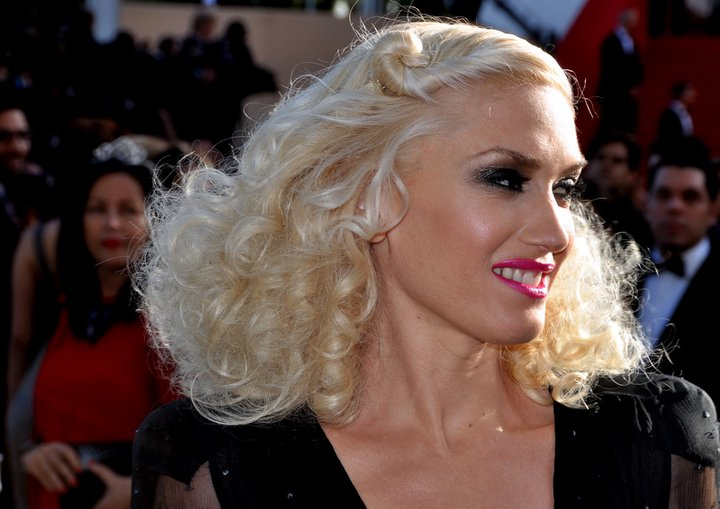
Gwen Stefani de No Doubt hizo un cameo en el vídeo musical de «April Fools», del cual parte se filmó en su casa.

Wainwright declaró que su álbum debut no era «un disco para sencillos», por lo que no se publicó ningún sencillo del mismo. Para promocionarlo, se hizo un vídeo musical de la canción «April Fools», dirigido por Sophie Muller y que muestra a Wainwright en Los Ángeles «entre un grupo de personajes clásicos de ópera» como Madame Butterfly, intentando evitar que se suiciden; sin embargo, siempre llega demasiado tarde. También contiene cameos de Gwen Stefani de No Doubt, amiga de Muller y de la bajista de Hole Melissa Auf der Maur, una conocida del colegio y antigua compañera de piso de Wainwright. Parte del vídeo se grabó en casa de Stefani.
Wainwright tocó «Beauty Mark» en Today, el programa matutino estadounidense. También, grabó un programa para MTV 120 Minutes con el fin de promocionar el disco, que vio la luz el 28 de marzo de 1999. En una anuncio en la revista Billboard se habla de apariciones en CBS News Sunday Morning, Late Night with Conan O'Brien, Late Show with David Letterman y Sessions at West 54th.
El año antes de la publicación del disco, Wainwright ejerció de telonero de Barenaked Ladies y Sean Lennon. El 1 de marzo de 1999, Wainwright comenzó su primera gira como cabeza de cartel en una actuación en Hoboken, Nueva Jersey. Ese mes actuó a lo largo de Nueva Inglaterra, Ontario (Ottawa y Toronto), Quebec (Montreal), Nashville, Atlanta, Cincinnati, Chicago, y Pontiac. Wainwright continuó de gira en abril antes de salir hacia Europa.

## Recepción crítica
En general, el disco recibió buenas críticas. Hablando sobre segundas generaciones de artistas que fueron apareciendo en la misma época, Jason Ankeny de Allmusic opinó que Wainwright «merece que se lo escuche independientemente de su árbol genealógico». Además, Ankeny felicitó al músico por sus habilidades de composición y su «mano para enrollar de forma elegante las melodías de piano y las letras románticas».
El periodista musical Robert Christgau describió a Wainwright como «alucinantemente original» cuyo talento es «demasiado grande para dejarlo pasar». El editor de NME John Mulvey dijo que el álbum «es lúcidamente impersonal y [está] arreglado de forma grandiosa», aunque criticó a Wainwright por sus letras «demasiado recargadas y de mal gusto». Greenwald halagó los coros de Martha en «In My Arms», al igual que el excelente arreglo de cuerdas de Parks en «Millbrook». Además, alabó el dueto vocal de Rufus y Martha en «Sally Ann», diciendo que desde The Everly Brothers no se había oído una actuación entre hermanos parecida. Los elementos de cabaret el estilo años 70 de las composiciones hizo que le comparase con Cole Porter y Joni Mitchell. Josh Kun de Salon.com escribió que Wainwright incorporó de forma poética «amor ridículo y amor de fantasía, amor reparador y amor destructivo y amor que te hace querer perder conciencia de ti mismo para simplemente después volver a encontrarla». Además, afirmó que las canciones están «construidas con melodías similares con invisibles cambios de frase musical», aunque cada una «tiene éxito a la hora de crear su propio retrato íntimo de emoción y deseo».
Ann Powers, crítica de The New York Times, incluyó el disco en el puesto número cinco de su lista de los diez mejores álbumes de 1998. También lo incluyeron en la encuesta entre 496 críticos de Pazz & Jop elaborada en 1998 por The Village Voice. Rufus Wainwright recibió cuatro nominaciones a los Gay & Lesbian American Music Awards, una organización dedicada al reconocimiento de los artistas LGBT. Wainwright recibió el premio a mejor artista revelación, mientras que el álbum fue nominado a álbum del año y «April Fools» obtuvo una nominación a vídeo musical del año y mejor grabación pop. GLAAD Media Awards, creado por Gay & Lesbian Alliance Against Defamation (GLAAD) en reconocimiento y honor a los medios de comunicación de masas por su justa representación de la comunidad LGBT, otorgó a Wainwright el premio a álbum destacado del año. En los premios Juno de 1999, Rufus Wainwright le otorgó el premio a mejor álbum alternativo.

## Recepción comercial
Las ventas del disco fueron escasas y para marzo de 1999 solo habían vendido 35 000 copias. En 2001, Michael Giltz de The Advocate escribió que Wainwright vendió más gracias al anuncio de Gap que protagonizó que por la radiodifusión del disco. A pesar de las pobres ventas, Wainwright llegó al puesto número 24 de la lista Top Heatseekers de Billboard y la revista Rolling Stone le otorgó el honor de ser el mejor artista novel de 1998. El CMJ New Music Report del 19 de enero de 1999 reflejó que Rufus Wainwright pasó nueve semanas en su lista de CMJ Radio 200, llegando a la posición 52 de la misma, cinco semanas en CMJ Code Radio llegando al puesto 42 y nueve semanas en CMJ Triple A llegando al puesto número 9.

## Lista de canciones
Adaptado de los créditos de Allmusic.

Todas las canciones escritas y compuestas por Rufus Wainwright. 
| N.º | Título           | Duración |  |
| 1.  | «Foolish Love»   | 5:46     |  |
| 2.  | «Danny Boy»      | 6:12     |  |
| 3.  | «April Fools»    | 5:00     |  |
| 4.  | «In My Arms»     | 4:08     |  |
| 5.  | «Millbrook»      | 2:11     |  |
| 6.  | «Baby»           | 5:13     |  |
| 7.  | «Beauty Mark»    | 2:14     |  |
| 8.  | «Barcelona»      | 6:53     |  |
| 9.  | «Matinee Idol»   | 3:08     |  |
| 10. | «Damned Ladies»  | 4:07     |  |
| 11. | «Sally Ann»      | 5:01     |  |
| 12. | «Imaginary Love» | 3:28     |  |

| Pista adicional (Japón) |                |          |  |
| N.º                     | Título         | Duración |  |
| 1.                      | «A Bit of You» | 5:00     |  |

## Personal
- Jon Brion – chamberlin (1), acordeón (1), marimba (1,9), vibráfono (1,10), bajo (2,9,12), guitarra barítona (2–3,11), optigan (2), S-6 (2–3), guitarra acústica (3,12), guitarra eléctrica (3), coros (3,12), percusión (3,8), timbal de concierto (7), crótalos (7), celesta (7,10), temple block (7), campanas (7), timbales (8), mandolina (9), batería (9), piano tack (10)
- Randy Brion – arreglos de trompas (2,11), dirección de orquesta (2,11)
- Yves Desrosiers – guitarra (4), Slide guitar (4)
- Marty Grebb – saxofón alto (9)
- Glen Hollman – contrabajo (1,7,12), mandolina bajo (10)
- Jim Keltner – batería (1–3,7,11–12)
- Pierre Marchand – bajo (4), teclados (4)
- Van Dyke Parks – arreglos de cuerda (1,5–6), dirección de orquesta (1,5–6)
- Ash Sood – batería (4), percusión (4)
- Benmont Tench – piano (3,11), Hammond organ (11)
- Martha Wainwright – coros (3–4,11)
- Rufus Wainwright – voz  (1–12), coros (3), piano (1–2,5–7,10,12), chamberlin (1,8–9), tack piano (1–2,9), guitarra acústica (3,8,11), castañuelas (8), half-speed piano (1), S-6 (10), tarareo (10)

Créditos adaptados de Allmusic y libreto del CD.